# محمد باشا بن الكرد بيرم
البكلربك محمد باشا بن الكرد بيرم هو سياسي عثماني شغل منصب والي دمشق منذ 1702 حتى 1703.

## مناصبه
تولى المناصب التالية:
- والي دمشق (1702–1703)
- والي دمشق (1705–1706)